# Calibrachoa pubescens
Calibrachoa pubescens là loài thực vật có hoa trong họ Cà. Loài này được (Spreng.) Stehmann mô tả khoa học đầu tiên năm 2007.